# Осмар Ібаньєс
Осмар Ібаньєс Барба (ісп. Osmar Ibáñez Barba; нар. 8 червня 1988, Сантонья) — іспанський футболіст, опорний півзахисник корейського «Сеула».

## Ігрова кар'єра
Народився 8 червня 1988 року в місті Сантонья. Вихованець системи підготовки гравців «Расінга» (Сантандер). У дорослому футболі дебютував 2007 року виступами за другу команду клубу, а за два роки почав залучатися до складу головної команди «Расінга».
Утім протягом трьох сезонів не зумів пробитися до основного складу рідного клубу, виходячи на поле епізодично, і вирішив спробувати сили за кордоном. Влітку 2012 року приєднався до таїландського «Бурірам Юнайтед», у складі якого наступного року став чемпіоном Таїланду.
На початку 2014 року уклав трирічний контракт із південнокорейським «Сеулом», ставши першим іспанським гравцем в історії місцевого чемпіонату. У новій команді відразу став стабільним гравцем основного складу, 2016 року допоміг їй виграти К-Лігу. 2018 рік провів у Японії, граючи на правах оренди за місцевий «Сересо Осака».

## Титули і досягнення
- Чемпіон Таїланду (1):

«Бурірам Юнайтед»: 2013
- Володар Кубка Південної Кореї (1):

«Сеул»: 2015
- Чемпіон Південної Кореї (1):

«Сеул»: 2016